# Burauen
Burauen è una municipalità di seconda classe delle Filippine, situata nella Provincia di Leyte, nella Regione di Visayas Orientale.
Burauen è formata da 77 baranggay:
- Abuyogon
- Anonang
- Arado
- Balao
- Balatson
- Balorinay
- Bobon
- Buenavista
- Buri
- Caanislagan
- Cadahunan
- Cagangon
- Cali
- Calsadahay
- Candag-on
- Cansiboy
- Catagbacan
- Damulo-an
- Dina-ayan
- Dumalag (Pusod)
- Esperanza
- Gamay
- Gitablan
- Hapunan
- Hibonawan
- Hugpa East

- Hugpa West
- Ilihan
- Kagbana
- Kalao
- Kalipayan
- Kaparasanan
- Laguiwan
- Libas
- Limburan
- Logsongan
- Maabab
- Maghubas
- Mahagnao
- Malabca
- Malaguinabot
- Malaihao (San Ramon)
- Matin-ao
- Moguing
- Paghudlan
- Paitan
- Pangdan
- Patag
- Patong
- Pawa
- Poblacion District I
- Poblacion District II

- Poblacion District III
- Poblacion District IV
- Poblacion District V
- Poblacion District VI
- Poblacion District VII
- Poblacion District VIII
- Poblacion District IX
- Roxas
- Sambel
- San Esteban
- San Fernando
- San Jose East
- San Jose West
- San Pablo
- Tabuanon
- Tagadtaran
- Taghuyan
- Takin
- Tambis (Naboya)
- Tambuko
- Toloyao
- Villa Aurora
- Villa Corazon
- Villa Patria
- Villa Rosas (Cabang)